# Campeonato Europeo de Remo de 2020
El XIV Campeonato Europeo de Remo se celebró en Poznań (Polonia) entre el 9 y el 11 de octubre de 2020 bajo la organización de la Federación Internacional de Sociedades de Remo (FISA) y la Federación Polaca de Remo.
Las competiciones se realizaron en el canal de remo del Lago Malta, al este de la ciudad polaca.

## Medallistas

### Masculino
| Evento                               | Oro | Plata | Bronce |
| ------------------------------------ | --- | --- | --- |
| Scull individual M1X (11.10)         | Sverri Nielsen Dinamarca 6:50,22 | Natan Węgrzycki-Szymczyk · Polonia · 6:51,23 | Kjetil Borch · Noruega · 6:51,63 |
| Doble scull M2X (11.10)              | Melvin Twellaar · Stefan Broenink · Países Bajos · 6:18,69 | Barnabé Delarze · Roman Röösli · Suiza · 6:20,79 | Daire Lynch Ronan Byrne Irlanda 6:21,28 |
| Cuatro scull M4X (11.10)             | Dirk Uittenbogaard · Abe Wiersma · Tone Wieten · Koen Metsemakers · Países Bajos · 5:39,44                                                                                             | Luca Chiumento · Simone Venier · Luca Rambaldi · Giacomo Gentili · Italia · 5:43,88 | Dovydas Nemeravičius · Martynas Džiaugys · Dominykas Jančionis · Aurimas Adomavičius · Lituania · 5:47,51                                                                    |
| Dos sin timonel M2- (11.10)          | Marius Cozmiuc · Ciprian Tudosă · Rumania · 6:26,52 | Martin Sinković · Valent Sinković · Croacia · 6:29,46 | Matteo Lodo · Giuseppe Vicino · Italia · 6:30,55 |
| Cuatro sin timonel M4- (11.10)       | Jan van der Bij · Boudewijn Röell · Sander de Graaf · Nelson Ritsema · Países Bajos · 6:01,70                                                                                          | Marco Di Costanzo · Giovanni Abagnale · Bruno Rosetti · Matteo Castaldo · Italia · 6:04,05 | Mateusz Wilangowski · Mikołaj Burda · Marcin Brzeziński · Michał Szpakowski · Polonia · 6:05,08                                                                              |
| Ocho con timonel M8+ (11.10)         | Johannes Weißenfeld · Laurits Follert · Olaf Roggensack · Torben Johannesen · Jakob Schneider · Malte Jakschik · Richard Schmidt · Hannes Ocik · Martin Sauer (t) · Alemania · 5:31,15 | Alexandru Chioseaua · Florin Lehaci · Constantin Radu · Sergiu Bejan · Vlad-Dragoș Aicoboae · Constantin Adam · Florin Arteni-Fîntînariu · Ciprian Huc · Adrian Munteanu (t) · Rumania · 5:32,93 | Bjorn van den Ende · Ruben Knab · Kaj Hendriks · Simon van Dorp · Jasper Tissen · Bram Schwarz · Mechiel Versluis · Robert Lücken · Aranka Kops (t) · Países Bajos · 5:34,21 |
| Scull individual ligero LM1X (11.10) | Kristoffer Brun · Noruega · 6:58,75 | Niels Torre · Italia · 6:59,11 | Fintan McCarthy Irlanda 7:02,15 |
| Doble scull ligero LM2X (11.10)      | Stefano Oppo · Pietro Ruta · Italia · 6:22,80 | Jonathan Rommelmann · Jason Osborne · Alemania · 6:22,93 | Niels Van Zandweghe · Tim Brys · Bélgica · 6:23,77 |
| Cuatro scull ligero LM4X (11.10)     | Catello Amarante · Antonio Vicino · Patrick Rocek · Gabriel Soares · Italia · 6:01,01                                                                                                  | Julian Schneider · Eric Magnus Paul · Jonathan Schreiber · Joachim Agne · Alemania · 6:04,49 | Alexander Maderner · Lukas Kreitmeier · Sebastian Kabas · Philipp Kellner · Austria · 6:10,12                                                                                |

### Femenino
| Evento                               | Oro | Plata | Bronce |
| ------------------------------------ | --- | --- | --- |
| Scull individual W1X (11.10)         | Sanita Pušpure Irlanda 7:36,04 | Magdalena Lobnig · Austria · 7:38,46 | Anneta Kyridu · Grecia · 7:39,97 |
| Doble scull W2X (11.10)              | Nicoleta-Ancuța Bodnar · Simona Radiș · Rumania · 6:57,86 | Roos de Jong · Lisa Scheenaard · Países Bajos · 7:03,47 | Hélène Lefebvre Élodie Ravera-Scaramozzino Francia 7:05,05 |
| Cuatro scull W4X (11.10)             | Laila Youssifou · Inge Janssen · Olivia van Rooijen · Nicole Beukers · Países Bajos · 6:25,66 | Daniela Schultze · Carlotta Nwajide · Frieda Hämmerling · Franziska Kampmann · Alemania · 6:26,75                                                                                           | Katarzyna Boruch · Marta Wieliczko · Agnieszka Kobus-Zawojska · Katarzyna Zillmann · Polonia · 6:27,87                                                                                        |
| Dos sin timonel W2- (11.10)          | Adriana Ailincăi · Iuliana Buhuș · Rumania · 7:17,19 | Aina Cid · Virginia Díaz Rivas · España · 7:18,82 | María Kyridu · Jristina Burbu · Grecia · 7:20,24 |
| Cuatro sin timonel W4- (11.10)       | Elisabeth Hogerwerf · Karolien Florijn · Ymkje Clevering · Veronique Meester · Países Bajos · 6:35,49                                                                                             | Aisha Rocek · Kiri Tontodonati · Alessandra Patelli · Chiara Ondoli · Italia · 6:40,84 | Aifric Keogh Eimear Lambe Aileen Crowley Fiona Murtagh Irlanda 6:41,21 |
| Ocho con timonel W8+ (11.10)         | Maria-Magdalena Rusu · Viviana-Iuliana Bejinariu · Georgiana Dedu · Amalia Bereș · Ioana Vrînceanu · Maria Tivodariu · Mădălina Bereș · Denisa Tîlvescu · Daniela Druncea (t) · Rumania · 6:14,75 | Sophie Oksche · Melanie Göldner · Anna Härtl · Alexandra Höffgen · Alyssa Meyer · Frauke Hundeling · Marie-Cathérine Arnold · Tabea Schendekehl · Larina Hillemann (t) · Alemania · 6:16,95 | Elsbeth Beeres · Maartje Damen · Dieuwertje den Besten · Tessa Dullemans · Hermine Drenth · Tinka Offereins · Aletta Jorritsma · Karien Robbers · Dieuwke Fetter (t) · Países Bajos · 6:17,38 |
| Scull individual ligero LW1X (11.10) | Martine Veldhuis · Países Bajos · 7:48,95 | Sofia Meakin · Suiza · 7:50,03 | Paola Piazzolla · Italia · 7:52,38 |
| Doble scull ligero LW2X (11.10)      | Marieke Keijser · Ilse Paulis · Países Bajos · 6:58,07 | Valentina Rodini · Federica Cesarini · Italia · 6:59,80 | Ionela-Livia Cozmiuc · Gianina-Elena Beleagă · Rumania · 7:00,60 |
| Cuatro scull ligero LW4X (11.10)     | Giulia Mignemi · Silvia Crosio · Greta Martinelli · Arianna Noseda · Italia · 6:37,90 | Elisabeth Mainz · Marion Reichardt · Cosima Clotten · Katrin Volk · Alemania · 6:44,51 | — |

## Medallero
| Núm. | País         | Oro | Plata | Bronce | Total |
| ---- | ------------ | --- | ----- | ------ | ----- |
| 1    | Países Bajos | 7   | 1     | 2      | 10    |
| 2    | Rumania      | 4   | 1     | 1      | 6     |
| 3    | Italia       | 3   | 5     | 2      | 10    |
| 4    | Alemania     | 1   | 5     | 0      | 6     |
| 5    | Irlanda      | 1   | 0     | 3      | 4     |
| 6    | Noruega      | 1   | 0     | 1      | 2     |
| 7    | Dinamarca    | 1   | 0     | 0      | 1     |
| 8    | Suiza        | 0   | 2     | 0      | 2     |
| 9    | Polonia      | 0   | 1     | 2      | 3     |
| 10   | Austria      | 0   | 1     | 1      | 2     |
| 11   | Croacia      | 0   | 1     | 0      | 1     |
| 11   | España       | 0   | 1     | 0      | 1     |
| 13   | Grecia       | 0   | 0     | 2      | 2     |
| 14   | Bélgica      | 0   | 0     | 1      | 1     |
| 14   | Francia      | 0   | 0     | 1      | 1     |
| 14   | Lituania     | 0   | 0     | 1      | 1     |
|      | TOTAL        | 18  | 18    | 17     | 53    |